# Aphelopus achterbergi
Aphelopus achterbergi (лат.) — вид мелких ос рода Aphelopus из семейства Dryinidae. Юго-Восточная Азия: Индонезия, Китай.

## Описание
Длина тела около 2 мм. От близких видов (A. orientalis, A. indicus, A. nepalensis) отличаются одним тёмным пятном на переднем крыле под птеростигмой. Основная окраска тела чёрная, брюшко — коричневое, ноги — жёлтые. Формула шпор всех голеней 1/1/2.
Самки и самцы крылатые. Крылья в своём основании имеют одну замкнутую костальную жилку. Усики 10-члениковые. Нижнечелюстные щупики состоят из 5, а нижнегубные — из 2 члеников (формула щупиков: 5,2). Предположительно эктопаразитотиды и хищники цикадок, которых они временно парализуют и откладывают свои яйца. Передние лапки самок без клешней, которые характерны для самок других родов дриинид.
Вид был впервые описан в 1988 году по материалам из Азии и включён в состав рода Aphelopus из подсемейства Aphelopinae. Валидный статус был подтверждён в 2013 году в ходе обзора фауны Юго-Восточной Азии итальянским гименоптерологом Массимо Олmми (Massimo Olmi; Tropical Entomology Research Center, Витербо, Италия) и китайскими коллегами-энтомологами Xu Z. (South China Agricultural University, Гуанчжоу, Гуандун, Китай) и He J. (Institute of Insect Sciences, Чжэцзянский университет, Ханчжоу).